# Johan Pettersson Edlund

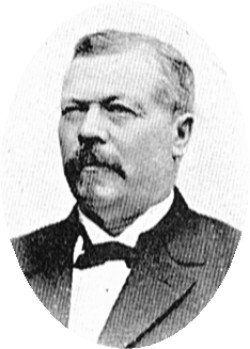
Johan Pettersson Edlund.

Johan Pettersson Edlund, född 16 november 1840 i Normlösa socken, död 1915 i Stockholm, var en svensk byggmästare, verksam i Stockholm där han byggde ett tjugotal hyreshus.

## Biografi
Edlund var student vid Norrköpings tekniska elementarskola 1863–1867. Åren 1869–1879 var han anställd hos byggmästaren Evald Thavenius och blev därefter sin egen. I september 1891 godkändes han av Stockholms byggnadsnämnd. Edlund verkade som byggmästare, byggherre och fastighetsägare; i enstaka projekt fungerade han även som arkitekt, exempelvis för hörnhuset Hinden 5 (Östermalmsgatan 62 / Brahegatan 46) som han ritade och byggde 1880. Efter sekelskiftet 1900 var han också verksam som byggmästare i Lärkstaden, där han 1909–1910  efter ritningar av John Bagger uppförde stadsvillan Trädlärkan 10 för grosshandlaren i vin, Helge Drangel.
Han är begravd på Norra begravningsplatsen där han gravsattes den 26 maj 1915 i familjegraven. Där finns även hustrun Emilia Sofia Edlund (död 1828).

### Uppförda nybyggen (urval)
I kronologisk ordning. Kvartersbeteckningar och husnummer enligt Stockholms byggnadsnämnd - Anteckningar om Stockholms byggmästare (1897), de kan ha ändrad sig fram till idag.
- Hinden 5, Brahegaten 46 (1880)
- Rådjuret 1, Grev Turegatan 64 (1881–1882)
- Bävern 12, Grev Turegatan 74 (1882–1883)
- Tjädern 1, Karlavägen 41 (1883–1884)
- Kurland 13, Tegnérgatan 39 (1887–1888)
- Brännaren 13, Artillerigatan 51 (1887–1888)
- Neptunus 8 och 9, Grevgatan 32 (1890–1891)
- Krabaten 4, Strandvägen 11 (1894–1895)
- Krabaten 5, Skeppargatan 4 (1896–1897)
- Trädlärkan 10, Sköldungagatan 1 (1909–1910)

## Referenser

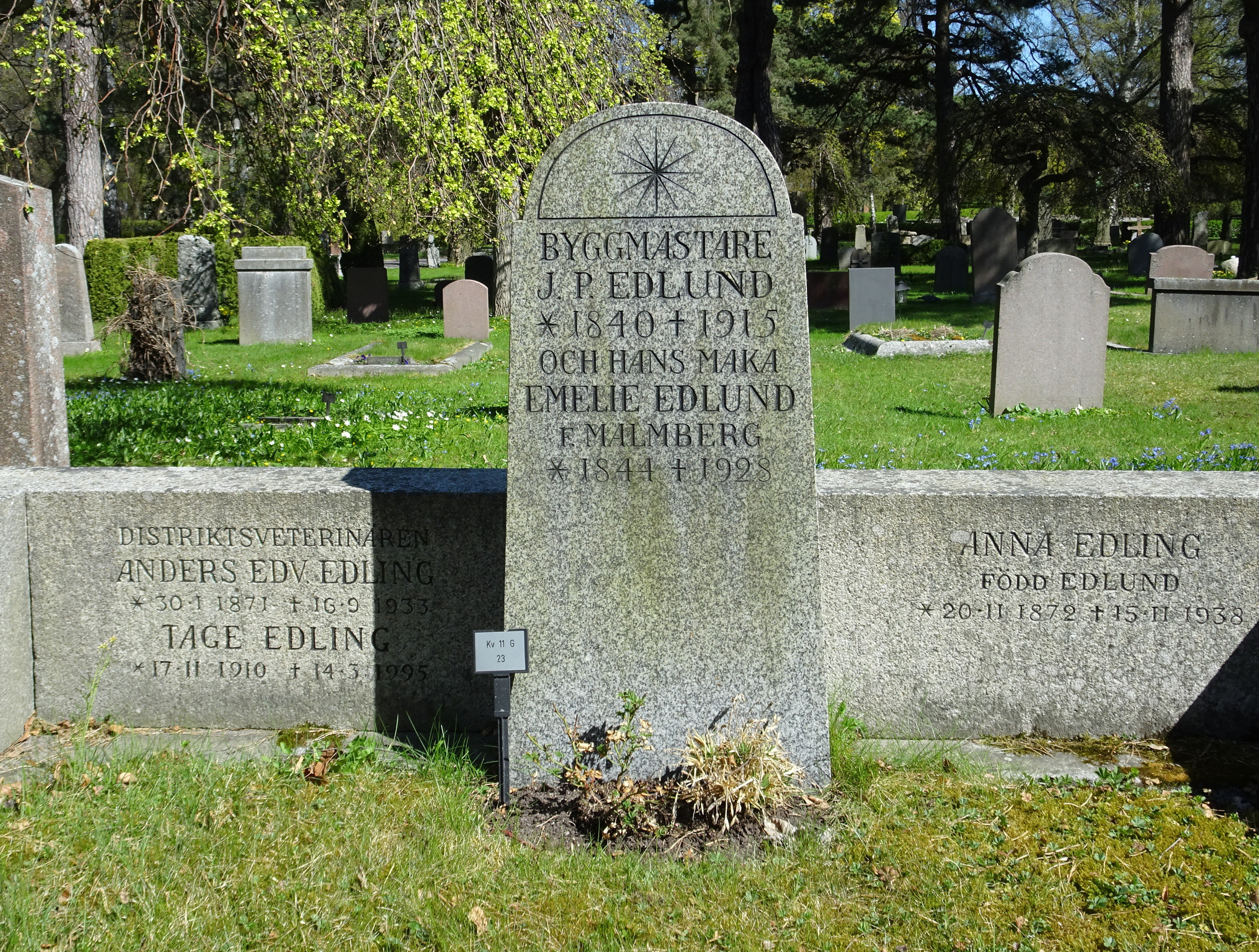
J.P. Edlunds familjegrav.

### Uppförda nybyggen, bilder (urval)

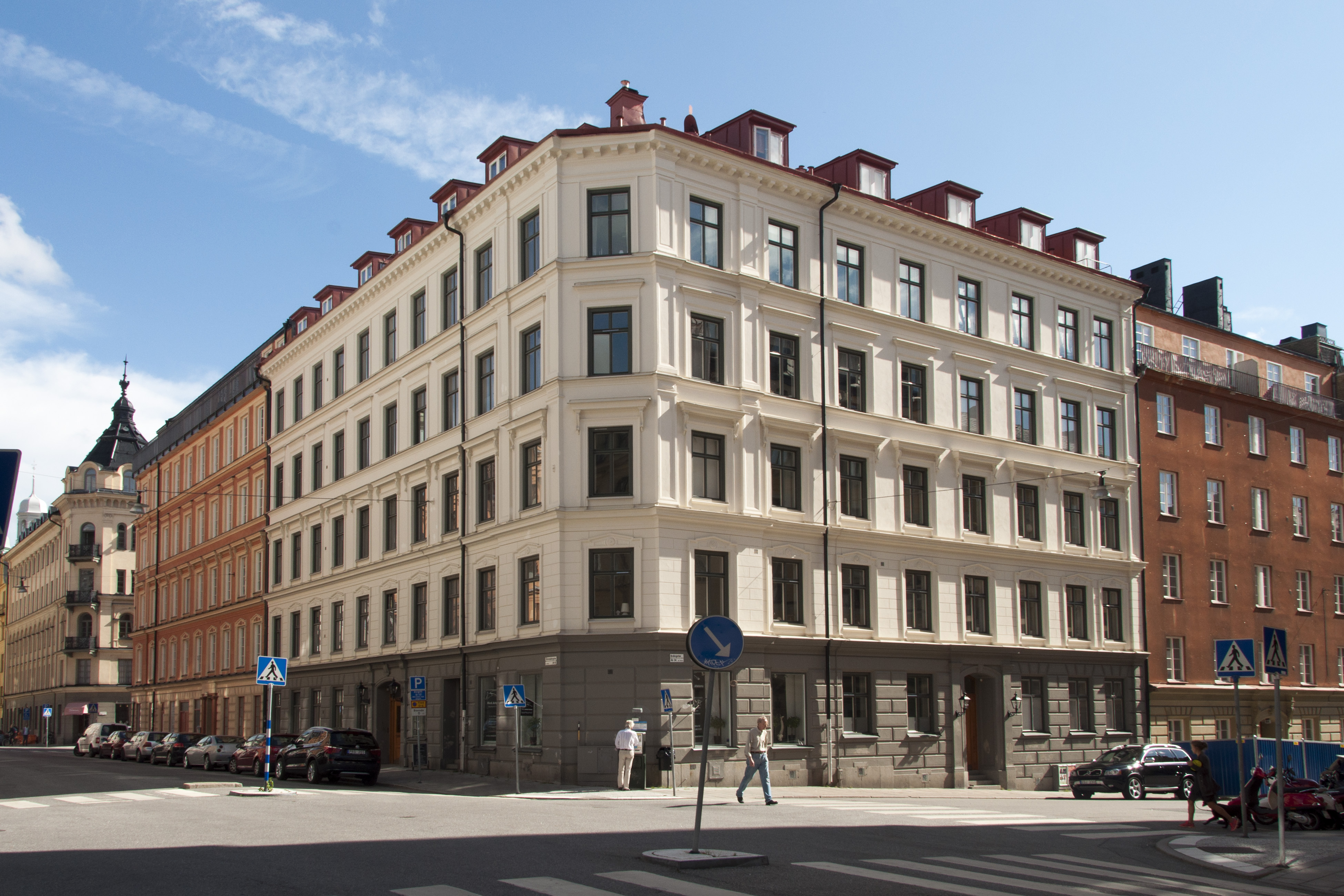
Hinden 5.
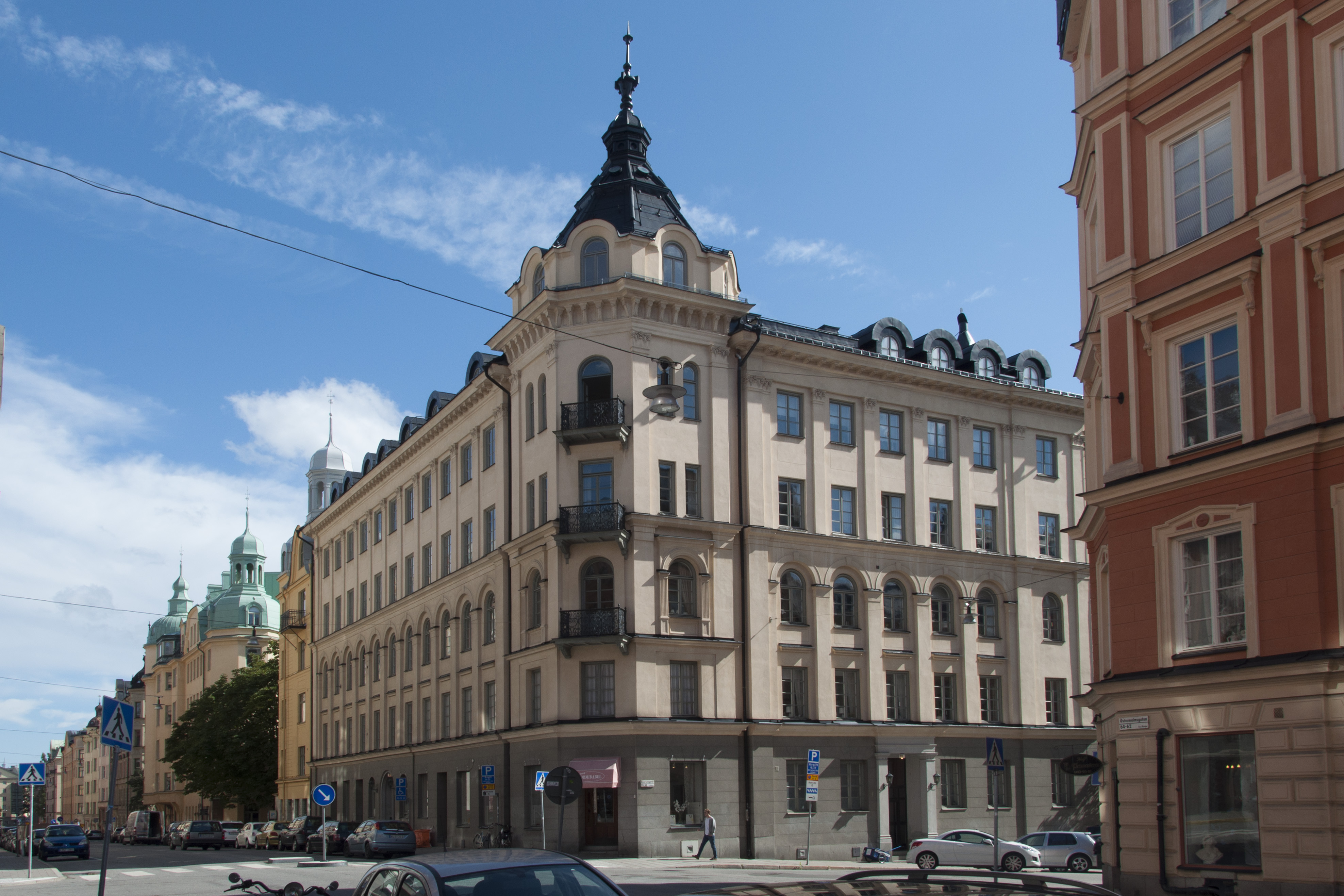
Rådjuret 1.
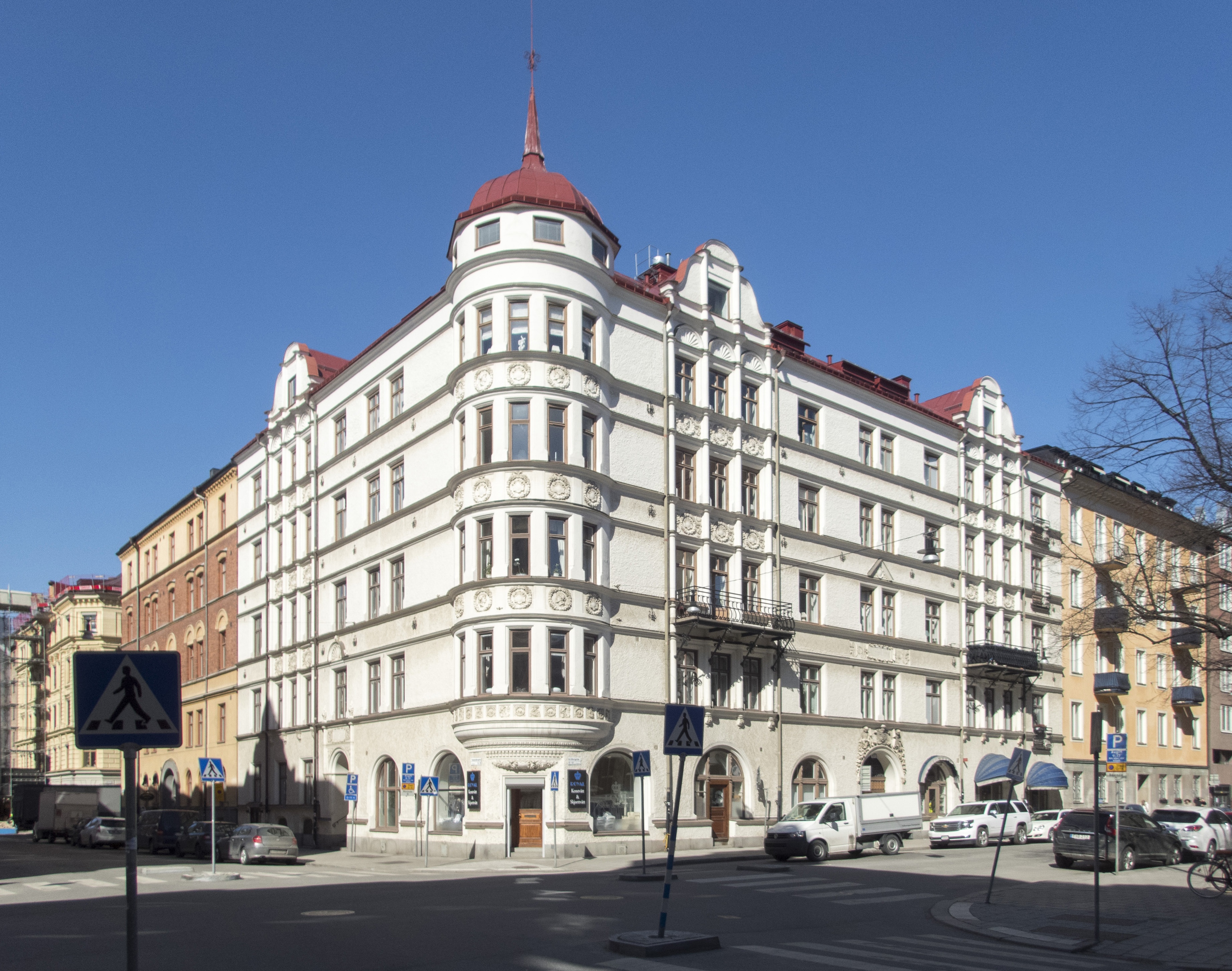
Brännaren 13.
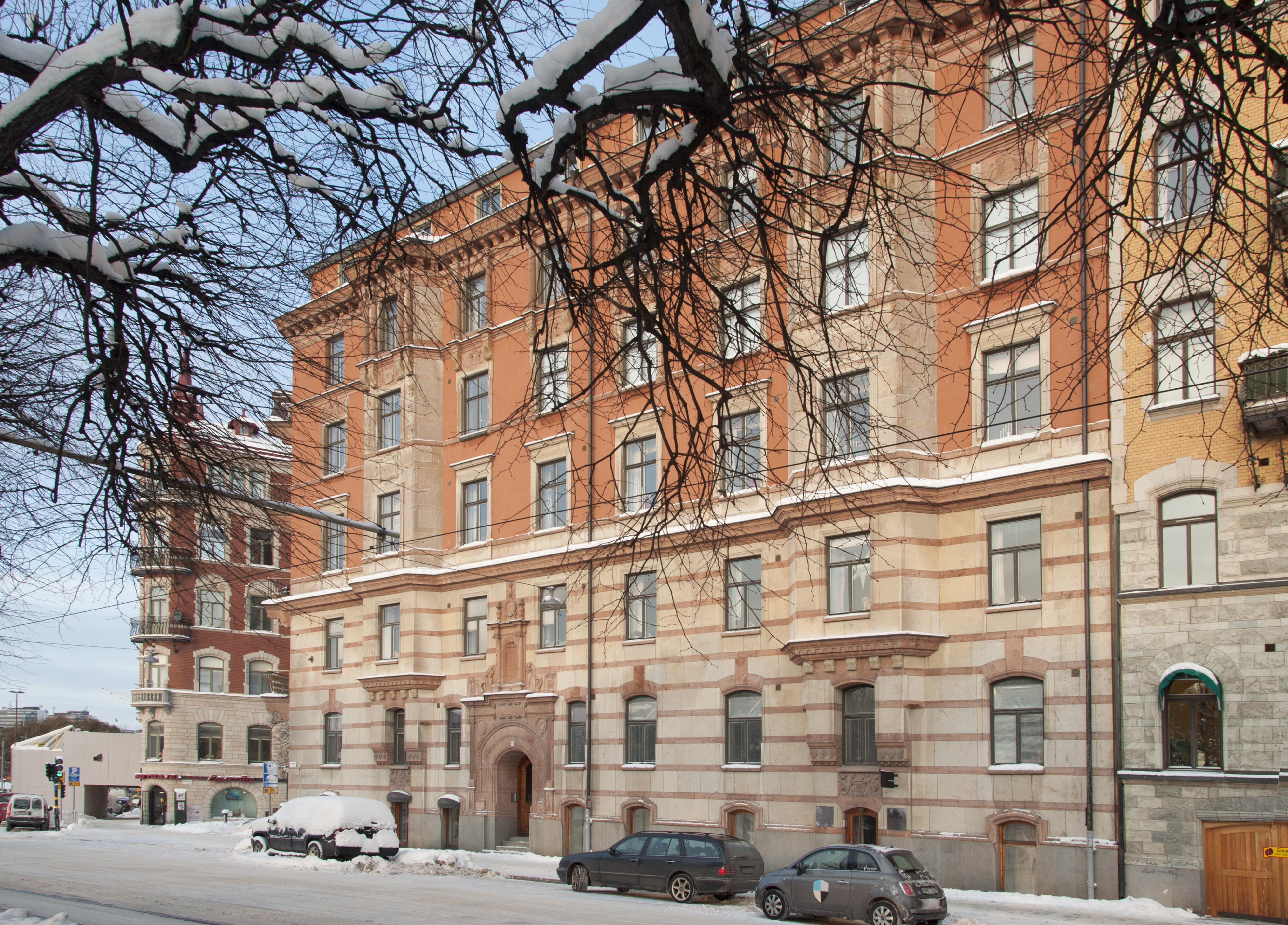
Krabaten 4.